# Extraneza
Extraneza is een geslacht van wantsen uit de familie van de Reduviidae (Roofwantsen). Het geslacht werd voor het eerst wetenschappelijk beschreven door Harry Gardner Barber in 1939.

## Soorten
Het genus is monotypisch en bevat alleen de volgende soort:

- Extraneza nasuta Barber, 1939